# Buick Excelle
Buick Excelle est le nom en anglais des automobiles compactes de la marque Buick construite et vendue en Chine par Shanghai General Motors Company Ltd, la coentreprise entre le constructeur chinois SAIC et l'américain General Motors.
La première génération a été basée sur la Daewoo Lacetti conçue par le sud-coréen Daewoo Motors, qui était vendue sur d'autres marchés d'abord comme Daewoo Nubira en Corée du Sud et en Europe de l'Ouest, et à partir de 2005, comme Chevrolet Nubira.
En 2009, la Lacetti a été remplacée globalement par la Chevrolet Cruze construite sur la nouvelle plateforme globale Delta II de GM, qui sert aussi de base pour l'Opel Astra J. Quand après la quasi-faillite de GM en 2009, la société supprime les marques Pontiac, Saturn, Hummer (et laisse à l'abandon Saab), et réaligne les modèles de la filiale européenne Opel avec la marque Buick, aussi les modèles de Buick en Chine sont des jumeaux des véhicules Opel.
Au cours de sa carrière, elle fut le modèle le plus vendu de GM en Chine (hors Wuling).
À l'été 2023, Buick cesse la production des Excelle et Excelle GT.

## Excelle: Première génération (2003 - 2016)

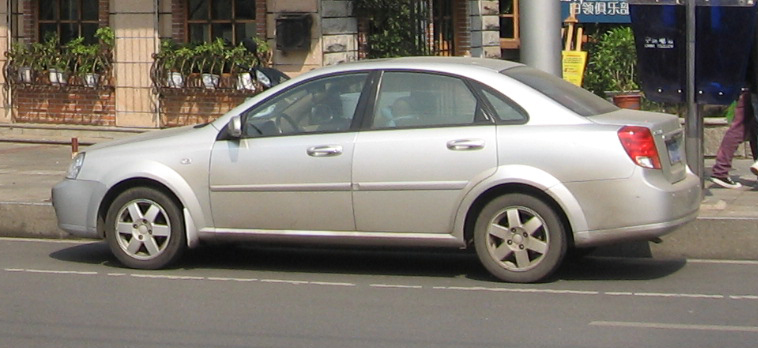
Buick Excelle berline

La première génération (nommée Kai Yue en chinois) a été lancée sur le marché chinois en 2003 avec trois carrosseries : berline quatre portes, cinq portes (Excelle HRV) et break. Seule la version quatre portes a bénéficié d'un restylage en 2009 à l'arrivée de la seconde génération. Elle bénéficiera d'un nouveau restylage fin 2012 - début 2013 afin de maintenir le niveau de ventes (elle se vend deux fois mieux que les Excelle GT / XT). Cette Excelle se vend à des prix partant de 99 000 RMB.
La production de l'Excelle a cessé le 8 août 2016 après 13 années d'existence et plus de 2.68 millions de modèles produits (berline, break et HRV).

## Excelle GT & XT (2010 - 2015)

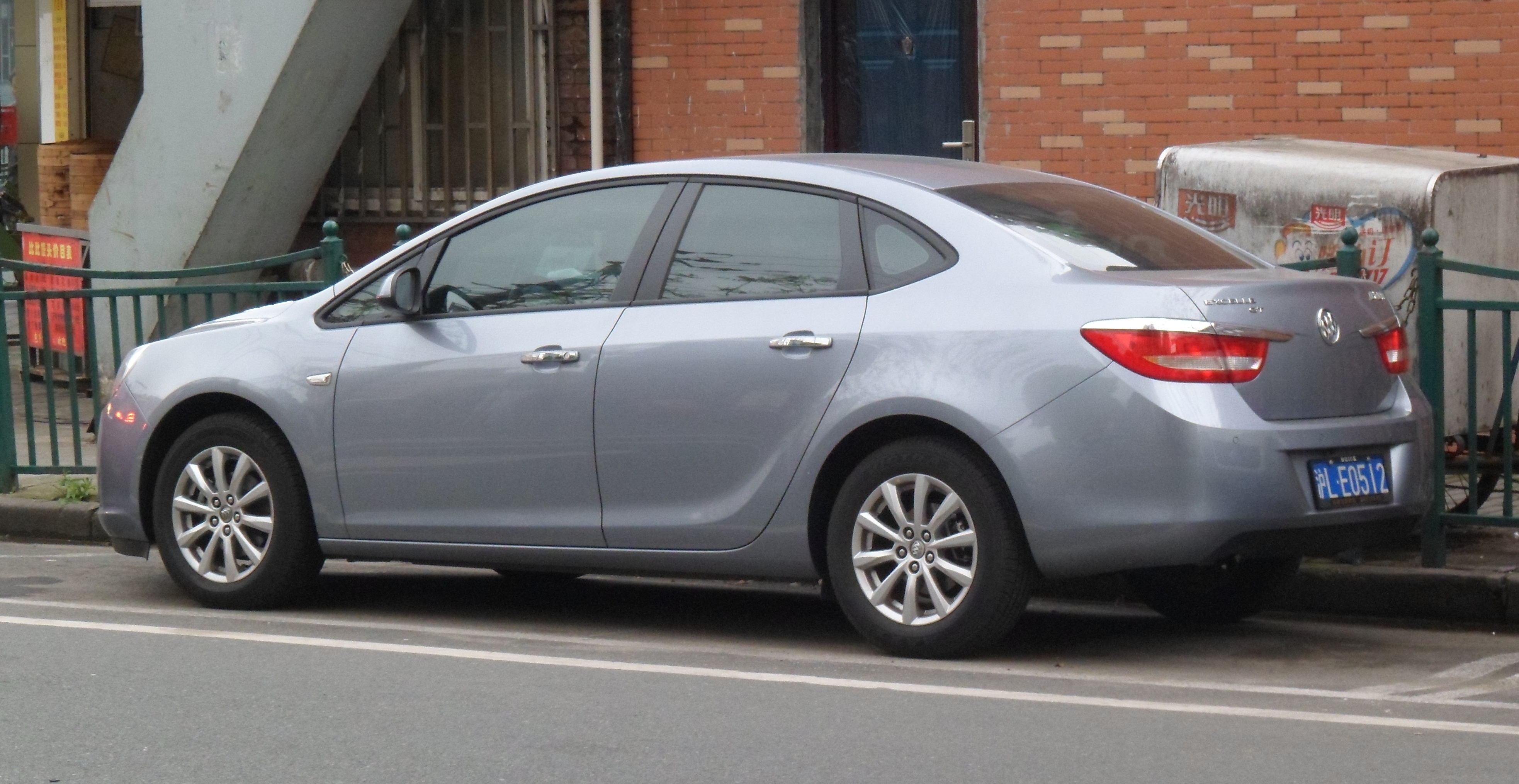
Buick Excelle GT

De la deuxième génération (nommée Ying Lang en chinois) apparait d'abord une voiture à hayon basé sur l'Opel Astra J cinq portes, nommée Excelle XT. En 2010, est ajoutée une berline nommée Excelle GT qui est introduite en 2010 et en 2011 en Amérique du Nord sous le nom de Buick Verano et ailleurs dans le monde comme  Opel Astra J berline. Ces Excelle sont vendues à des prix partant de 129 900 RMB,